# Saint-Gervais-sur-Roubion
Saint-Gervais-sur-Roubion – miejscowość i gmina we Francji, w regionie Owernia-Rodan-Alpy, w departamencie Drôme.
Według danych na rok 1990 gminę zamieszkiwało 646 osób, a gęstość zaludnienia wynosiła 44 osób/km² (wśród 2880 gmin regionu Rodan-Alpy Saint-Gervais-sur-Roubion plasuje się na 1025. miejscu pod względem liczby ludności, natomiast pod względem powierzchni na miejscu 793.).